# Zapora przełomu Challawa
Zapora przełomu Challawa – największy zbiornik na rzece Challawa, dopływu rzeki Kano, będące częścią zlewiska rzeki Yobe na północy Nigerii.

## Konstrukcja
Tama została zbudowana w latach 1990-1992, używając skał jako materiału konstrukcyjnego. Jest wysoka na 42 m i długa na 7,8 km, natomiast całkowita pojemność zbiornika wynosi 904 mln m³. Obszar zlewni zbiornika ma powierzchnię 3857 m².

## Produkcja energii
Zapora była zaprojektowana tak, aby móc wykorzystać potencjał energii wody do produkcji energii. Według planów może to być około 3 MW. Jednak odległe położenie od dużych odbiorców sprawia, że nieopłacalne jest przesył i co za tym idzie jak dotąd nie zainstalowano żadnych turbin i generatorów do produkcji energii elektrycznej.

## Problemy
Zbiornik jest w dużym stopniu zagrożony zamulaniem przez materiał niesiony przez cieki wodne, co wpływa na zmniejszenie pojemności zbiornika i możliwości dostaw wody dla miasta Kano.
Raport z 2002 wykazał, że powstanie zbiornika miało pomóc w rozwoju projektów irygacyjnych, jednak jak dotąd żaden projekt nie został rozpoczęty, pomimo że wiele terenów rolniczych zostało zalanych przy zapełnianiu zbiornika. Zapora Challawa wraz z pobliską zaporą Tiga wywarło negatywny wpływ na leżące w dolnym biegu mokradła Hadejia-Nguru.